# Вознесенка (Венгеровский район)
Вознесе́нка — село в Венгеровском районе Новосибирской области России. Административный центр Вознесенского сельсовета.

## География
Площадь села — 102 гектара.

## История
В 1928 году село Вознесенское состояло из 329 хозяйств, основное население — русские. В административном отношении являлась центром Вознесенского сельсовета Спасского района Барабинского округа Сибирского края.

## Население
| 2002 | 2007 | 2010 |
| ---- | ---- | ---- |
| 904  | ↗921 | ↘902 |

## Инфраструктура
В селе по данным на 2007 год функционируют 1 учреждение здравоохранения, 3 образовательных учреждения.

## Достопримечательности
Рядом с селом находится колодец Половинка, вода в котором по преданию считается святой. К нему совершают паломничество приверженцы православной церкви.